# Malta la Concursul Muzical Eurovision
Malta a participat la Concursul Muzical Eurovision din anul 1971. La început, Malta a trimis piese in limba malteză, dar nu a reușit să termine pe locuri bune, așa că Malta a renunțat la concurs din anul 1975. De la întoarcerea acesteia din 1991, Malta a reușit să termine în top 10 de opt ori consecutiv, incluzând și locul 2 in anii 2002 și 2005. Țara a terminat pe ultimul loc în 1971, 1972 și 2006.

## Participări

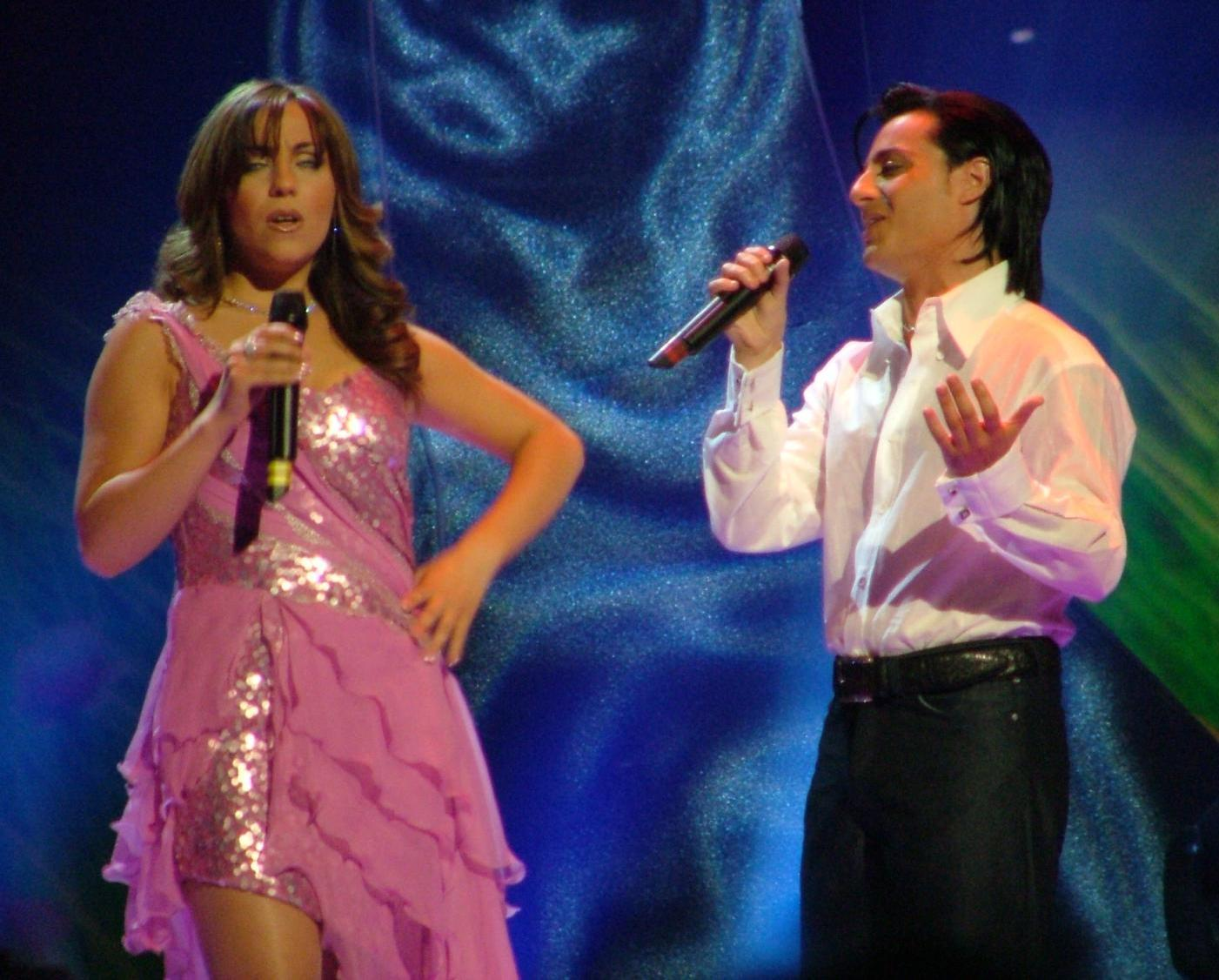
Julie si Ludwig la Istanbul (2004)

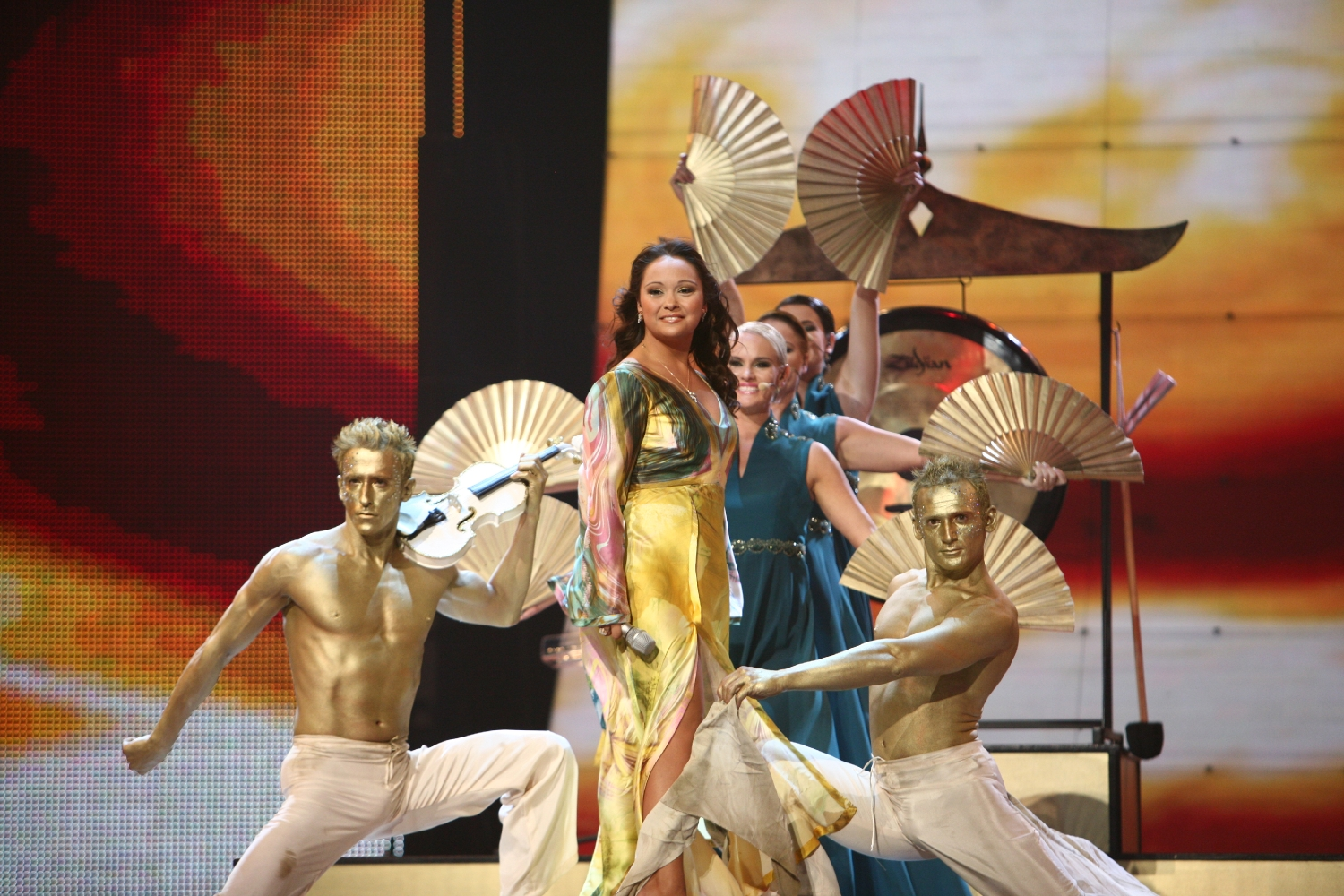
Olivia Lewis la Helsinki (2007)

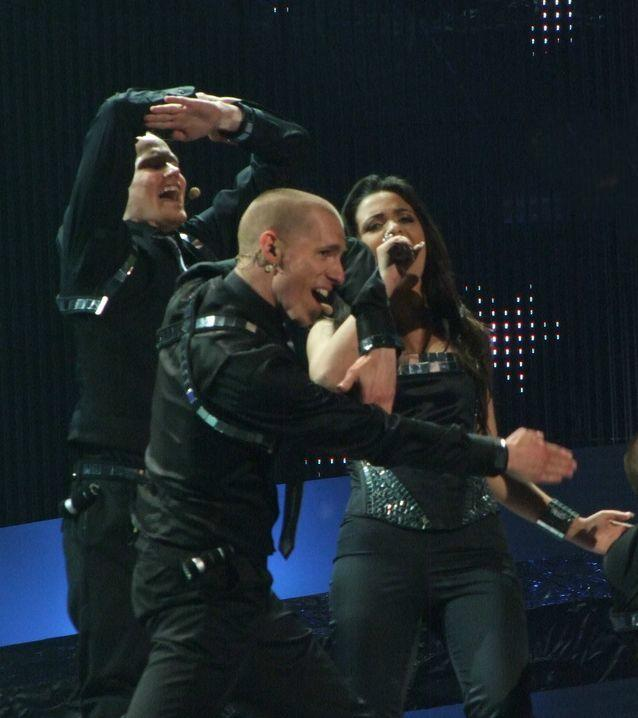
Morena la Belgrad (2008)

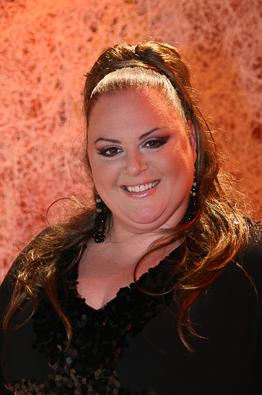
Chiara la Moscova (2009)

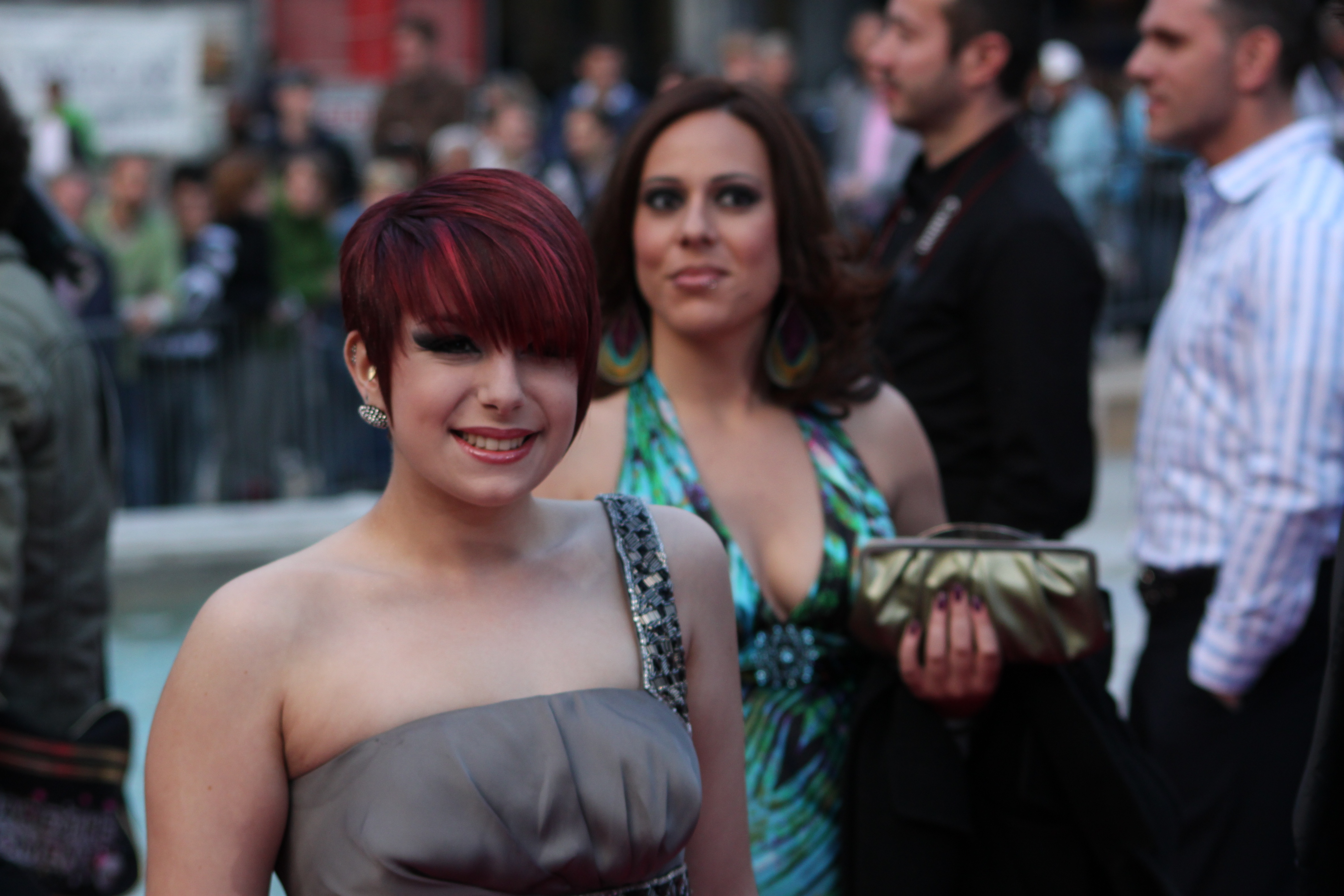
Thea Garrett la Oslo(2010)

| An   | Gazda      | Artist                        | Cântec                  | Finală | Puncte | Semi   | Puncte |
| ---- | ---------- | ----------------------------- | ----------------------- | ------ | ------ | ------ | ------ |
| 1971 | Dublin     | Joe Grech                     | "Marija l-Maltija"      | 18     | 52     |        |        |
| 1972 | Edinburgh  | Helen and Joseph              | "L-imħabba"             | 18     | 48     |        |        |
| 1975 | Stockholm  | Renato                        | "Singing This Song"     | 12     | 32     |        |        |
| 1991 | Roma       | Paul Giordimaina and Georgina | "Could It Be"           | 6      | 106    |        |        |
| 1992 | Malmö      | Mary Spiteri                  | "Little Child"          | 3      | 123    |        |        |
| 1993 | Millstreet | William Mangion               | "This Time"             | 8      | 69     |        |        |
| 1994 | Dublin     | Chris and Moira               | "More Than Love"        | 5      | 97     |        |        |
| 1995 | Dublin     | Mike Spiteri                  | "Keep Me In Mind"       | 10     | 76     |        |        |
| 1996 | Oslo       | Miriam Christine              | "In a Woman's Heart"    | 10     | 68     |        |        |
| 1997 | Dublin     | Debbie Scerri                 | "Let Me Fly"            | 9      | 66     |        |        |
| 1998 | Birmingham | Chiara                        | "The One That I Love"   | 3      | 165    |        |        |
| 1999 | Ierusalim  | Times Three                   | "Believe 'n Peace"      | 15     | 32     |        |        |
| 2000 | Stockholm  | Claudette Pace                | "Desire"                | 8      | 73     |        |        |
| 2001 | Copenhaga  | Fabrizio Faniello             | "Another Summer Night"  | 9      | 48     |        |        |
| 2002 | Tallinn    | Ira Losco                     | "7th Wonder"            | 2      | 164    |        |        |
| 2003 | Riga       | Lynn Chircop                  | "To Dream Again"        | 25     | 4      |        |        |
| 2004 | Istanbul   | Julie and Ludwig              | "On Again... Off Again" | 12     | 50     | 8      | 74     |
| 2005 | Kiev       | Chiara                        | "Angel"                 | 2      | 192    | X      | X      |
| 2006 | Atena      | Fabrizio Faniello             | "I Do"                  | 24     | 1      | X      | X      |
| 2007 | Helsinki   | Olivia Lewis                  | "Vertigo"               | X      | X      | 25     | 15     |
| 2008 | Belgrad    | Morena                        | "Vodka"                 | X      | X      | 14     | 38     |
| 2009 | Moscova    | Chiara                        | "What If We"            | 22     | 31     | 6      | 86     |
| 2010 | Oslo       | Thea Garrett                  | "My Dream"              | X      | X      | 12     | 45     |
| 2011 | Düsseldorf | Glen Vella                    | "One Life"              | X      | X      | 11     | 54     |
| 2012 | Baku       | Kurt Calleja                  | "This Is the Night"     | 21     | 41     | 7      | 70     |
| 2013 | Malmö      | Gianluca Bezzina              | "Tomorrow"              | 8      | 120    | 4      | 118    |
| 2014 | Copenhaga  | Firelight                     | "Coming Home"           | 23     | 32     | 9      | 63     |
| 2015 | Viena      | Amber                         | "Warrior"               | X      | X      | 11     | 43     |
| 2016 | Stockholm  | Ira Losco                     | "Walk on Water"         | 12     | 153    | X      | X      |
| 2017 | Kiev       | Claudia Faniello              | "Breathlessly"          | X      | X      | 16     | 55     |
| 2018 | Lisabona   | Christabelle                  | "Taboo"                 | X      | X      | 13     | 101    |
| 2019 | Tel Aviv   | Michela Pace                  | "Chameleon"             | 14     | 107    | 8      | 157    |
| 2020 | Rotterdam  | Destiny                       | "All of My Love"        | Anulat | Anulat | Anulat | Anulat |
| 2021 | Rotterdam  | Destiny                       | "Je Me Casse"           | 7      | 255    | 1      | 325    |
| 2022 | Torino     | Emma Muscat                   | "I Am What I Am"        | X      | X      | 16     | 47     |
| 2023 | Liverpool  | The Busker                    | "Dance (Our Own Party)" | X      | X      | 15     | 3      |
| 2024 | Malmö      | Sarah Bonnici                 | "Loop"                  | X      | X      | 16     | 13     |
| 2025 | Basel      | Miriana Conte                 | "Serving"               | 17     | 91     | 9      | 53     |